# Tomoyuki Tanaka
Tomoyuki Tanaka (jap. 田中 友幸, Tanaka Tomoyuki; * 26. April 1910 in Kashiwara; † 2. April 1997 in Tokio) war ein japanischer Produzent, der durch seine Godzilla-Filme bekannt wurde.
Kurz nach dem Abschluss der Kansai-Universität in 1940 schloss sich Tanaka den Tōhō Studios an. Nach vier Jahren im Unternehmen begann er, seine eigenen Filme zu drehen. In seiner 60-jährigen Karriere bei Tōhō produzierte Tanaka mehr als 200 Filme. Neben Ishirō Honda, Shigeru Kayama und Eiji Tsuburaya gilt er als einer der Schöpfer von Godzilla. Dabei knüpfte Tanaka an die japanische Angst von Terror nach den Atombombenabwürfen auf Hiroshima und Nagasaki, die er zu illustrieren versuchte.
Der erste Godzilla-Film, Godzilla, wurde 1954 veröffentlicht (in den USA 1956). Bis 2004 folgte ihm eine Reihe von 28 weiteren Godzilla-Filmen. Daneben produzierte Tanaka – meist gemeinsam mit dem Godzilla-Trio – noch die Science-Fiction-Thriller Weltraumbestien (1957) und Matango (1963); letztgenannter, auch bekannt als Matango, Fungus of Terror oder Attack of the Mushroom People, wurde 1979 in der Kategorie Worst Vegetable Movie of All Time (‚Der blödeste Gemüsefilm aller Zeiten‘) mit dem Golden Turkey Award ausgezeichnet. Mit Akira Kurosawa drehte er den Film Kagemusha – Der Schatten des Kriegers (1980), für den er 1981 eine Oscar-Nominierung und die Goldene Palme (1980) bekam.

## Filmografie (Auswahl)
Produzent
- 1954: Godzilla
- 1955: Godzilla kehrt zurück
- 1955: Half Human – The Story of the Abominable Snowman
- 1956: Die fliegenden Monster von Osaka
- 1957: Weltraumbestien
- 1958: Der Rikschamanm
- 1958: Varan – Das Monster aus der Urzeit
- 1960: Die Bösen schlafen gut (Warui yatsu hodo yoku nemuru / 悪い奴ほどよく眠る)
- 1961: Mothra bedroht die Welt
- 1961: Todesstrahlen aus dem Weltall
- 1962: Ufos zerstören die Erde
- 1962: Die Rückkehr des King Kong
- 1963: U 2000 – Tauchfahrt des Grauens
- 1963: Matango
- 1964: Godzilla und die Urweltraupen
- 1964: X 3000 – Fantome gegen Gangster
- 1964: Frankensteins Monster im Kampf gegen Ghidorah
- 1965: Frankenstein – Der Schrecken mit dem Affengesicht
- 1965: Befehl aus dem Dunkel
- 1966: Frankenstein – Zweikampf der Giganten
- 1966: Frankenstein und die Ungeheuer aus dem Meer
- 1967: King Kong – Frankensteins Sohn
- 1967: Frankensteins Monster jagen Godzillas Sohn
- 1968: Frankenstein und die Monster aus dem All
- 1969: U 4000 – Panik unter dem Ozean
- 1969: Godzilla's Revenge
- 1969: Port Arthur – Die Schlacht im Chinesischen Meer
- 1970: Monster des Grauens greifen an
- 1971: Frankensteins Kampf gegen die Teufelsmonster
- 1972: Frankensteins Höllenbrut
- 1973: King Kong – Dämonen aus dem Weltall
- 1974: King Kong gegen Godzilla
- 1974: Weltkatastrophe 1999? – Die Prophezeiung des Nostradamus
- 1975: Die Brut des Teufels, Konga, Godzilla, King Kong
- 1977: Hausu
- 1977: Der große Krieg der Planeten (Wakusei daisenso)
- 1984: Godzilla – Die Rückkehr des Monsters
- 1989: Godzilla, der Urgigant
- 1991: Godzilla – Duell der Megasaurier
- 1992: Godzilla – Kampf der Sauriermutanten
- 1993: Godzilla gegen MechaGodzilla II
- 1994: Godzilla gegen SpaceGodzilla
- 1995: Godzilla gegen Destoroyah
- 1996: Mothra – Das Siegel der Elias
- 1997: Mothra II – Das versunkene Königreich